# Heliaeschna uninervulata
Heliaeschna uninervulata – gatunek ważki z rodziny żagnicowatych (Aeshnidae). Występuje w Azji Południowo-Wschodniej.